# Gamla Brogatan 23
| Fastigheten vid sekelskiftet 1900 och i december 2019. |  | Fastigheten vid sekelskiftet 1900 och i december 2019. |
| Fastigheten vid sekelskiftet 1900 och i december 2019. |  |                                                        |

Gamla Brogatan 23 är en byggnad i kvarteret Lammet vid Gamla Brogatan / Klara norra kyrkogata på Norrmalm i Stockholm. Byggnadens äldsta delar härrör från 1750-talet. Fastigheten var rivningshotad på 1960-talet och är idag blåmärkt av Stadsmuseet i Stockholm, vilket innebär att bebyggelsen bedöms ha ”synnerligen höga kulturhistoriska värden”.

## Historik

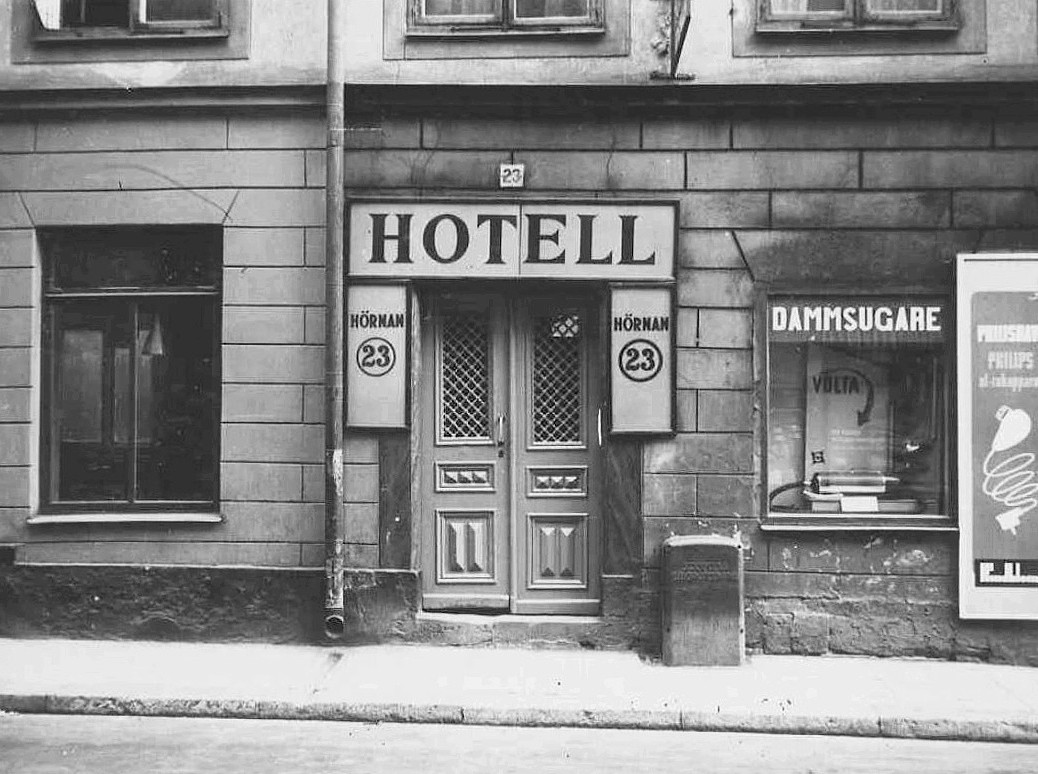
Hotell Hörnan 1951.

Fastighetens äldsta delar utgörs av den nordöstra längan som uppfördes mellan 1750 och 1751 av murarmästaren Johan Hindrich Nauman med bagaren Johan Zimmerström som beställare. Husdelen klarade därmed Klarabranden 1751 och är idag kvarteret Lammets äldsta byggnadskomplex. Om- och tillbyggnader utfördes 1800 och 1810 och berörde huvudsakligen gårdslängorna. Den största förändringen skedde på 1850-talet då bebyggelsen mot gatan fick sitt nuvarande utseende. Byggherre var skomakarmästare H.P. Wahlberg, ritningarna är osignerade. 
Hörnhuset Gamla Kungsholmsbrogatan (dagens Gamla Brogatan) / Klara norra kyrkogata hade nu tre våningar. Fasaden mot gatan rusticerades i höjd med bottenvåningen och däröver försågs den med slätputs och raka putsramar kring fönstren. Mot gården utfördes fasaderna helt släta.
I oktober 1864 flyttade Gunnar Wennerberg hit. Han hade kallats till Stockholm för att som ledamot medverka i en kommitté för ordnande av Nationalmuseets samlingar. Han skrev ”våra rum är något små, men varma och jag hoppas de ska bli trevliga”. I samma byggnad låg på 1900-talets början två hotell: "Hotel Ramsten" och "Hotell Hörnan", det senare existerade fortfarande på 1950-talet.

## Ursprungsritningar
Ritningar från ombyggnaden på 1850-talet (Gamla Brogatan till vänster, Klara norra kyrkogata nertill på ritningen).

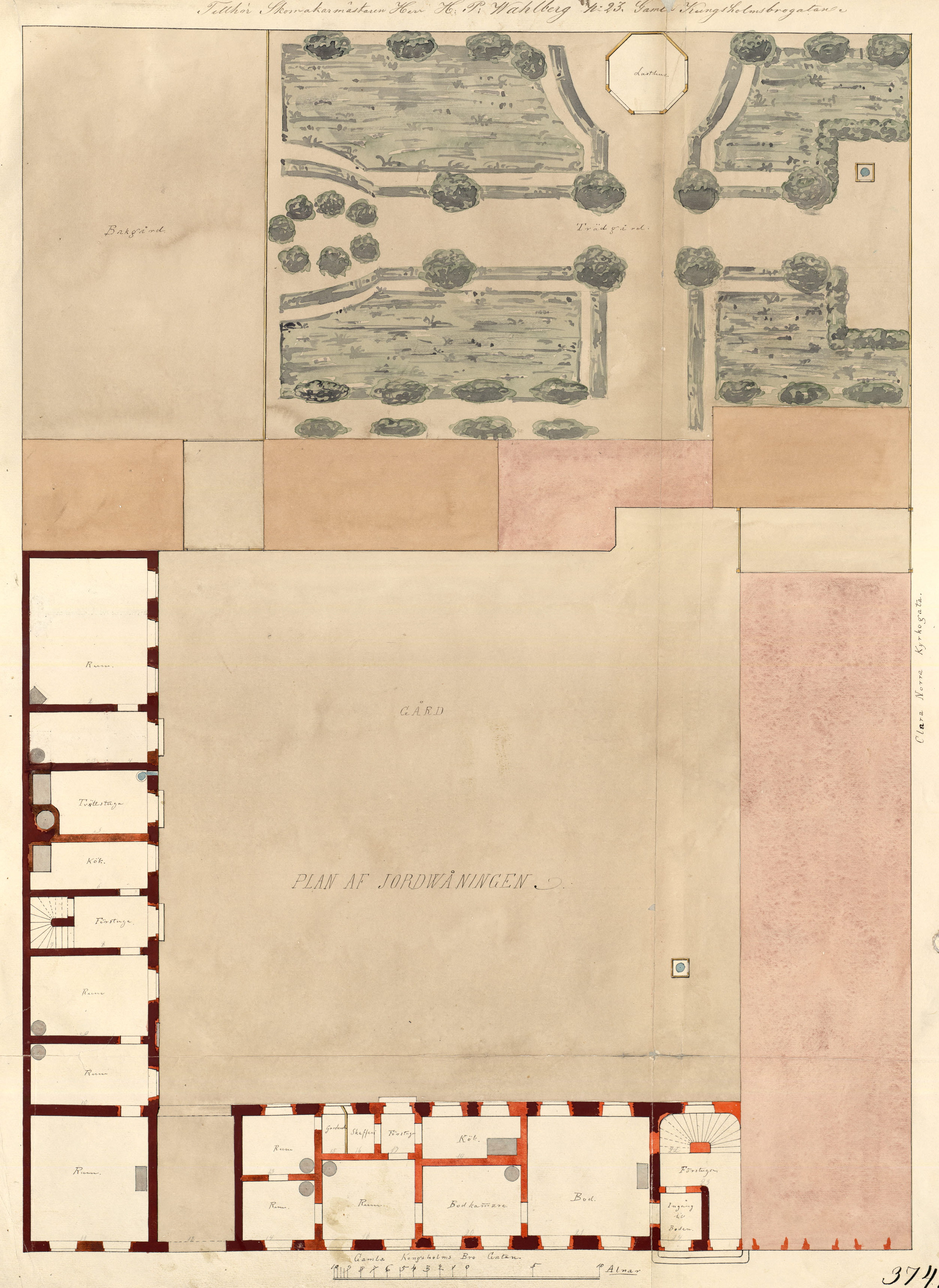
Bottenvåning.
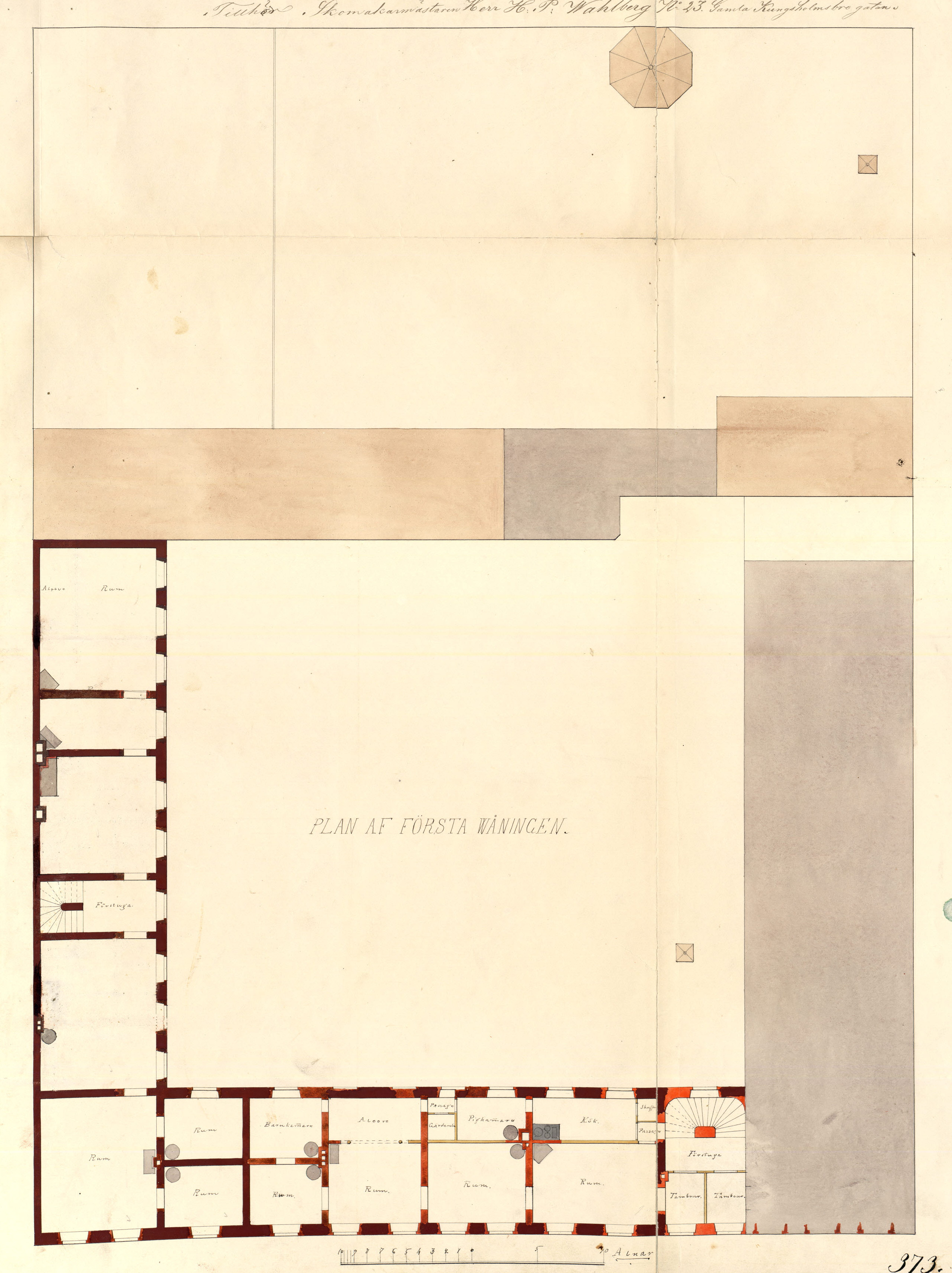
Våning 1 trappa.
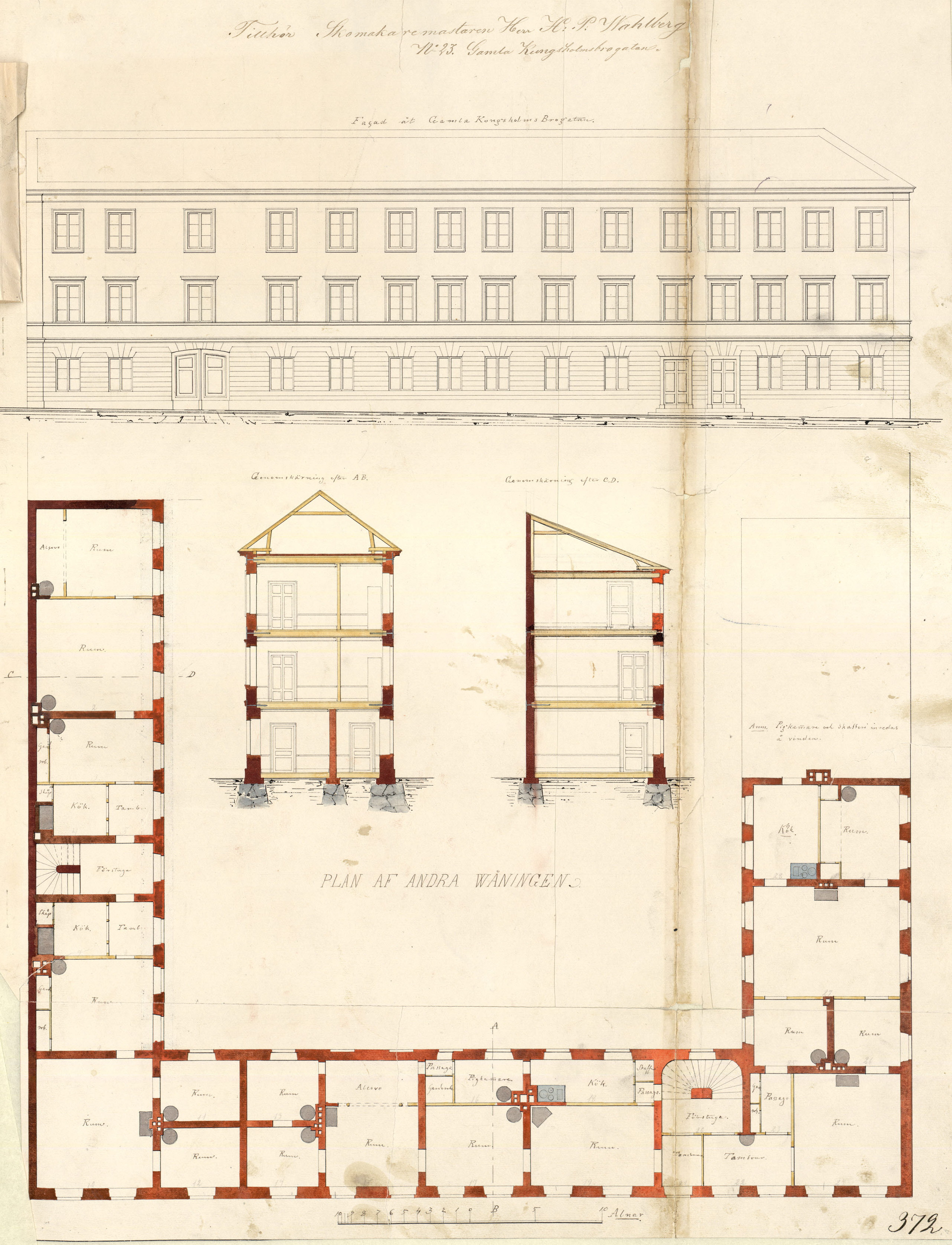
Våning 2 trappor.

## Rivningsplaner och upprustning
På 1950-talet var fastigheten rätt nergången och ägdes av Stockholms stad. På 1960-talets slut planerades rivning av hela kvarteret Lammet med undantag för bebyggelsen mot Drottninggatan. Resten skulle rymma ett av innerstadens 20 parkeringshus som planerades enligt översiktsplanen City 67 (se Norrmalmsregleringen). Efter omfattande protester kom en ny översiktsplan, Cityplan 1977. Synen på en bilanpassad stad hade förändrats och nya riktlinjer formulerades som föreskrev bland annat att: “Förnyelsen skall ske utan genomgripande förändringar av kvarter och gatunät. [...] Detta gäller särskild bebyggelsen mot Strömmen och Kungsträdgården, kvarteret Lammet i västra City, och området kring Biblioteksgatan och Birger Jarlsgatan.,
Av 20 planerade parkeringshus uppfördes bara fem. Något parkeringshus blev det inte i kvarteret Lammet och husen fick stå kvar. Gamla Brogatan 23 (f.d. Lammet 1) förvärvades tillsammans med ytterligare sex fastigheter i kvarteret av AB Familjebostäder som i början av 1980-talet lät rusta upp bebyggelsen efter ritningar av arkitektkontoret Höjer & Ljungqvist. Fastigheten Lammet 1 är sedan dess en del av fastigheten Lammet 16 som omfattar området mellan Gamla Brogatan, Klara norra kyrkogata, Bryggargatan och Korgmakargränd.